# Più forte che Sherlock Holmes
Più forte che Sherlock Holmes   este un film italian de scurtmetraj de comedie din 1913 regizat de Giovanni Pastrone. În rolurile principale joacă actorii Émile Vardannes și Domenico Gambino.

## Distribuție
- Émile Vardannes ca Totò Travetti
- Domenico Gambino ca Saltarelli